# Godfrey Brown
	Arthur Godfrey Kilner (Godfrey) Brown (Bankura (district), 21 februari 1915 - Coneyhurst, 4 februari 1995), was een Brits atleet.

## Biografie
Brown was de slotloper van de Britse 4x400 meter ploeg die tijdens de Olympische Zomerspelen 1936 de gouden medaille won in een Europees record van 3.09,0 en won achter zijn landgenoot Godfrey Rampling de zilveren medaille op de 400 meter.
Brown won tijdens de Europese kampioenschappen atletiek 1938 de titel op de 400 meter en de zilveren medaille op de 4x400 meter achter de Duitse ploeg en de bronzen medaille op de 4x100 meter.
Brown zijn zuster Audrey won in 1936 olympisch zilver op de 4x100 meter estafette.

## Persoonlijke records
| Onderdeel | Prestatie | Datum |
| --------- | --------- | ----- |
| 400 m     | 46,7 s    | 1936  |

## Palmares

### 400m
- 1936:  OS - 46,7
- 1938: 5e EK - 47,4

### 4x100m estafette
- 1938:  EK - 41,2

### 4x400m estafette
- 1936:  OS - 3.09,0
- 1938:  EK - 3.14,9

1912: Sheppard, Lindberg, Meredith, Reidpath ·
1920: Griffiths, Lindsay, Ainsworth-Davis, Butler ·
1924: Cochran, Helffrich, MacDonald, Stevenson ·
1928: Baird, Alderman, Spencer, Barbuti ·
1932: Fuqua, Ablowich, Warner, Carr ·
1936: Wolff, Rampling, Roberts, Brown ·
1948: Harnden, Bourland, Cochran, Whitfield ·
1952: Wint, Laing, McKenley, Rhoden ·
1956: Jenkins, Jones, Mashburn, Courtney ·
1960: Yerman, Young, G. Davis, O. Davis ·
1964: Cassell, Larrabee, Williams, Carr ·
1968: Matthews, Freeman, James, Evans ·
1972: Asati, Nyamau, Ouko, Sang ·
1976: Frazier, Brown, Newhouse, Parks ·
1980: Valiulis, Linge, Tsjernetski, Markin ·
1984: Nix, Armstead, Babers, McKay ·
1988: Everett, Lewis, Robinzine, Reynolds ·
1992: Valmon, Watts, Johnson, Lewis ·
1996: Harrison, Smith, Mills, Maybank ·
2000: Bada, Chukwu, Monye, Udo-Obong  ·
2004: Harris, Brew, Wariner, Williamson ·
2008: Merritt, Taylor, Neville, Wariner ·
2012: Brown, Pinder, Mathieu, Miller ·
2016: Hall, McQuay, Roberts, Merritt ·
2020: Cherry, Norman, Deadmon, Benjamin ·
2024: Bailey, Norwood, Deadmon, Benjamin